# SPACE Act de 2015
Lire en ligne

« H.R.2262 - 114th Congress (2015-2016): U.S. Commercial Space Launch Competitiveness Act », congress.gov

Le SPACE Act de 2015 (nom complet : Spurring Private Aerospace Competitiveness and Entrepreneurship Act of 2015) est une mise à jour du droit de l'espace américain adoptée en novembre 2015. Elle touche le domaine du vol spatial privé et commercial ainsi que l'industrie minière.
Cette mise à jour législative fédérale spécifie que les « citoyens américains peuvent entreprendre l'exploration et l'exploitation commerciales des « ressources spatiales ». » La législation inclut l'eau et les minéraux, mais exclut la vie. Elle précise également que « Les États-Unis n'affirment pas [par cette loi] leur souveraineté, règne ou droits exclusif ou prioritaire, ni la possession, d'aucun corps céleste, ».
Bien que les États-Unis s'en défendent, cette loi, décidée unilatéralement, est susceptible de violer le traité international de l'espace de 1967, relatif à l'exploration et à l'utilisation de l'espace extra-atmosphérique.